# کاظم‌آباد (قروه)
کاظم‌آباد (قروه)، روستایی از توابع بخش مرکزی شهرستان قروه در استان کردستان ایران است.

## موقعیت مکانی
روستای کاظم آباد واقع بر جاده سنندج -همدان و در 25 کیلومتری شهرستان قروه قرار دارد. روستاهای قاملو، شجاع آباد، طهماسبقلی از همسایگان آن هستند

## جمعیت
این روستا در دهستان پنجه علی قرار دارد و براساس سرشماری مرکز آمار ایران در سال ۱۳۸۵، جمعیت آن ۱۸۳ نفر (۳۶خانوار) بوده‌است.
این روستا در سال ۱۳۶۶ در اثر بارش شدید باران و ریزش پل قدیمی (واقع بر جاده سنندج همدان) دچار سیل شده و بیشتر خانه های آن تخریب و تقریباً خالی از سکنه شد. در بهار سال ۱۳۶۷ یکی از بزرگان روستا به نام حاج موسی حاجی قسمتی از زمین زراعی خود را در اختیار مردم قرار داده تا بوسیله بنیاد مسکن شهرستان قروه تفکیک شده و روستا با ساخت خانه های جدید در محل کنونی مجدداً احداث گردید. شغل بیشتر ساکنان روستا کشاورزی و دامپروری است و بیشترین مهاجرت را به شهرهای قروه و سنندج دارد.